# Begonia neoharlingii
Begonia neoharlingii é uma espécie de Begonia, nativa do Equador.